# Pseudogoodyera
Pseudogoodyera é um género botânico pertencente à família das orquídeas (Orchidaceae).